# Грецький парк
Грецький парк — парк у місті Одеса, відкритий у 2018 році на схилах між Приморським бульваром і вул. Приморською, праворуч від Потьомкінських сходів.

## Передісторія парку

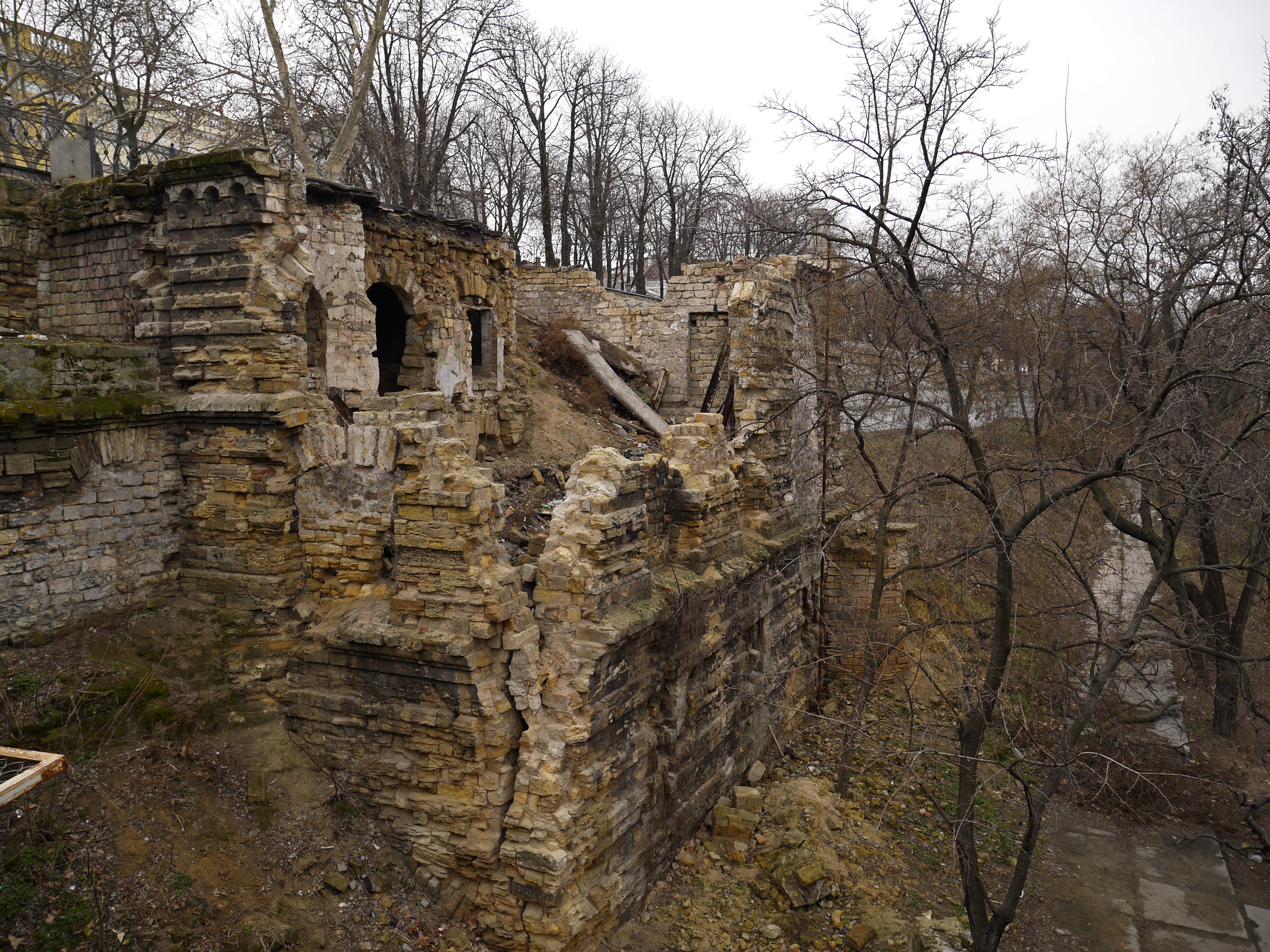
Залишки Рибного ресторану

Миколаївський бульвар (тепер — Приморський) проектувався як фасадний вигляд міста з боку моря. Бульвар був укріплений підпорними стінами, схили яких було відведено під паркову зону, яку було вирішено облаштувати в середині XIX століття ліворуч від Бульварних сходів. Облаштування парку було завершено у 1887 р. Він отримав назву Дитячий сад і пролягав від Воронцовського палацу і до Потьомкинських сходів. Тут було створено багато дитячих майданчиків із гойдалками й каруселями, заняття із дітлахами проводилися під наглядом міських вихователів. У вихідні дні для дітей проводилися концерти та вистави. У 1880 році міська влада оголосила конкурс на проект розбудови міського ресторану на місці оглядового майданчику та кав'ярні, що знаходилися у Дитячому саді біля сходів. Конкурс виграв власник пивоварні — Родоканакі — який запропонував одразу два проекти, один з яких був затверджений. У 1881 році архітектори Ф. О. Моранді та А. Шейнс звели триповерхову споруду, яка примикала до опорних стін біля сходів. Ця споруда була названа Рибним рестораном, залишки якого збереглися й на сьогодні.

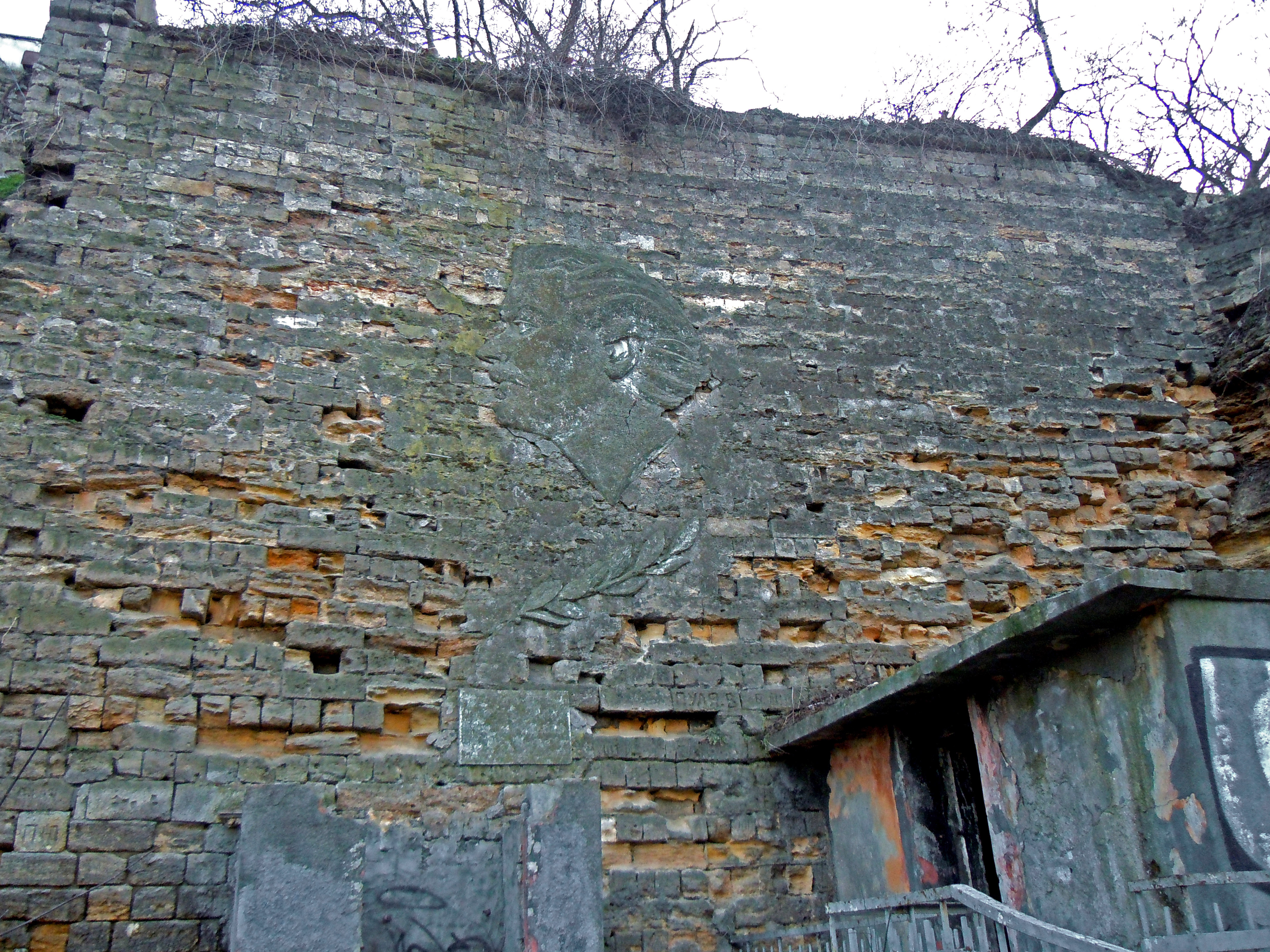
Рельєф в пам'ять перебування в Одесі з'їзду піонерів у 1937 році

Після приходу більшовиків (у 1918 р.) сад прийшов у занедбання. Спочатку тут намагалися облаштувати так званий Піонерський парк. Згодом вся зелена зона під Приморським бульваром отримала назву Приморського парку, який в народі називали також Місячний парк. Після падіння комуністичної влади, у 1990-х і 2000-х роках, парк був занедбаний. У 2013 році у частині праворуч від Потьомкінських сходів було облаштовано Стамбульський парк. В той самий час було розпочату облаштування й лівобічної частини.

## Відкриття сучасного парку
Первинний проект реконструкцій парку був представлений архітектурною студією «Декарт» і включав зведення низки торгових будівель вздовж підпірних стін. Для цього старі стіни були укріплені у 2008—2010 роках. Однак під тиском громадськості вдалося уникнути зведенню торгових павільйонів. Натомість було заплановано висадити нові дерева замість спиляних, зокрема кількох 250-літніх маслин, які планували привести з Греції.
Розбудова парку розпочато у 2017 році за рахунок особистих коштів родини грецького мецената Пантелиса Бумбураса. Арт-об'єкти на території новозведеного парку розроблені Михайлом Ревою, за підтримки грецької сторони та фонду Reva Foundation. Центральним арт-об'єктом став фонтан «Початок початків», який символізує зв'язок часів. Урочисте відкриття парку відбулося на день міста, 2 вересня 2018 року, за участі мера Одеси Геннадія Труханова, мера Пірея Янніса Мораліса, міністра закордонних справ України, Павла Клімкіна, а також голови «Фонда Бумбураса», почесного консула Греції, Пантелис Бумбураса.

## Галерея

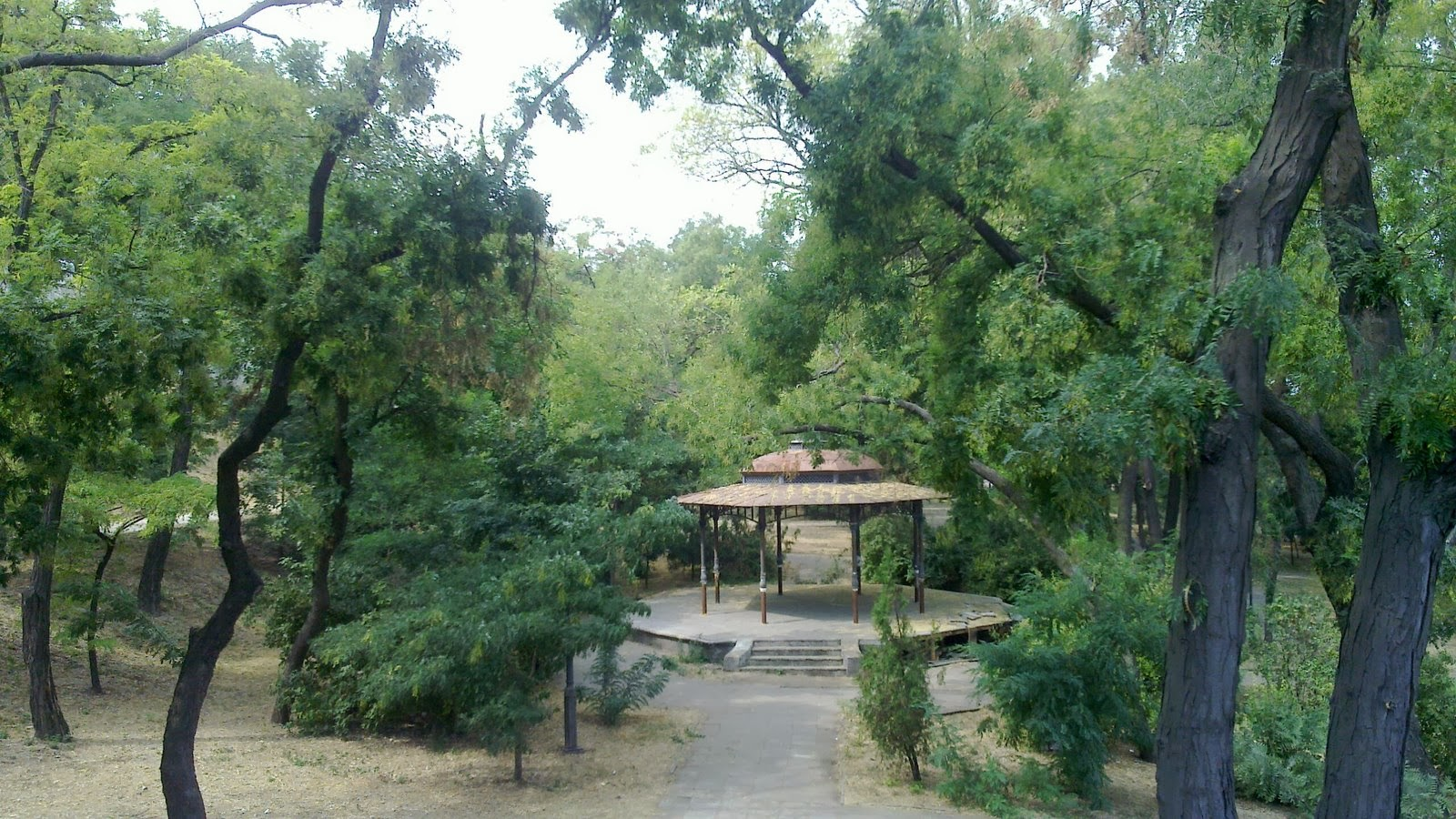
Занедбаний парк до реконструкції
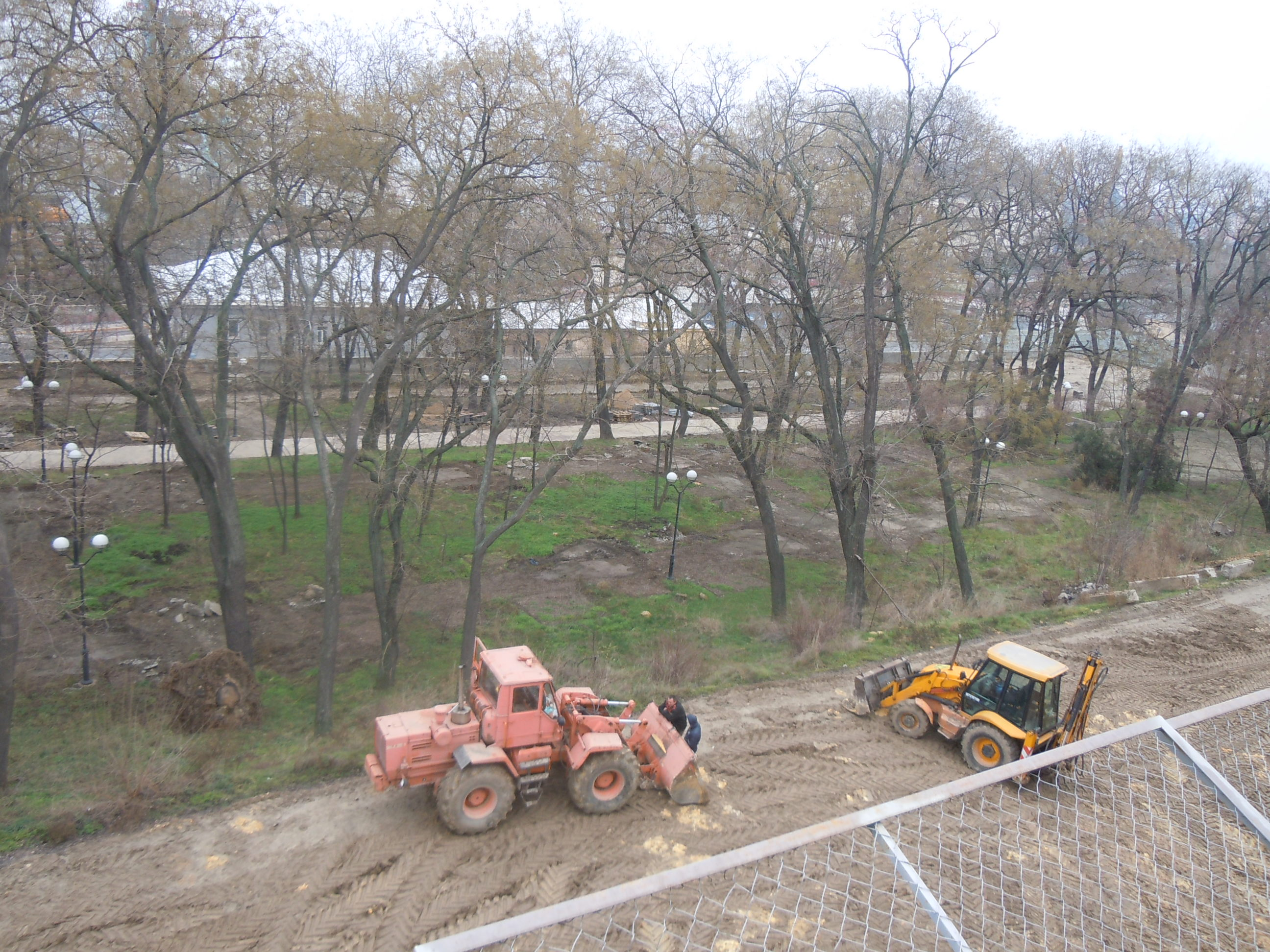
Парк під час реконструкції
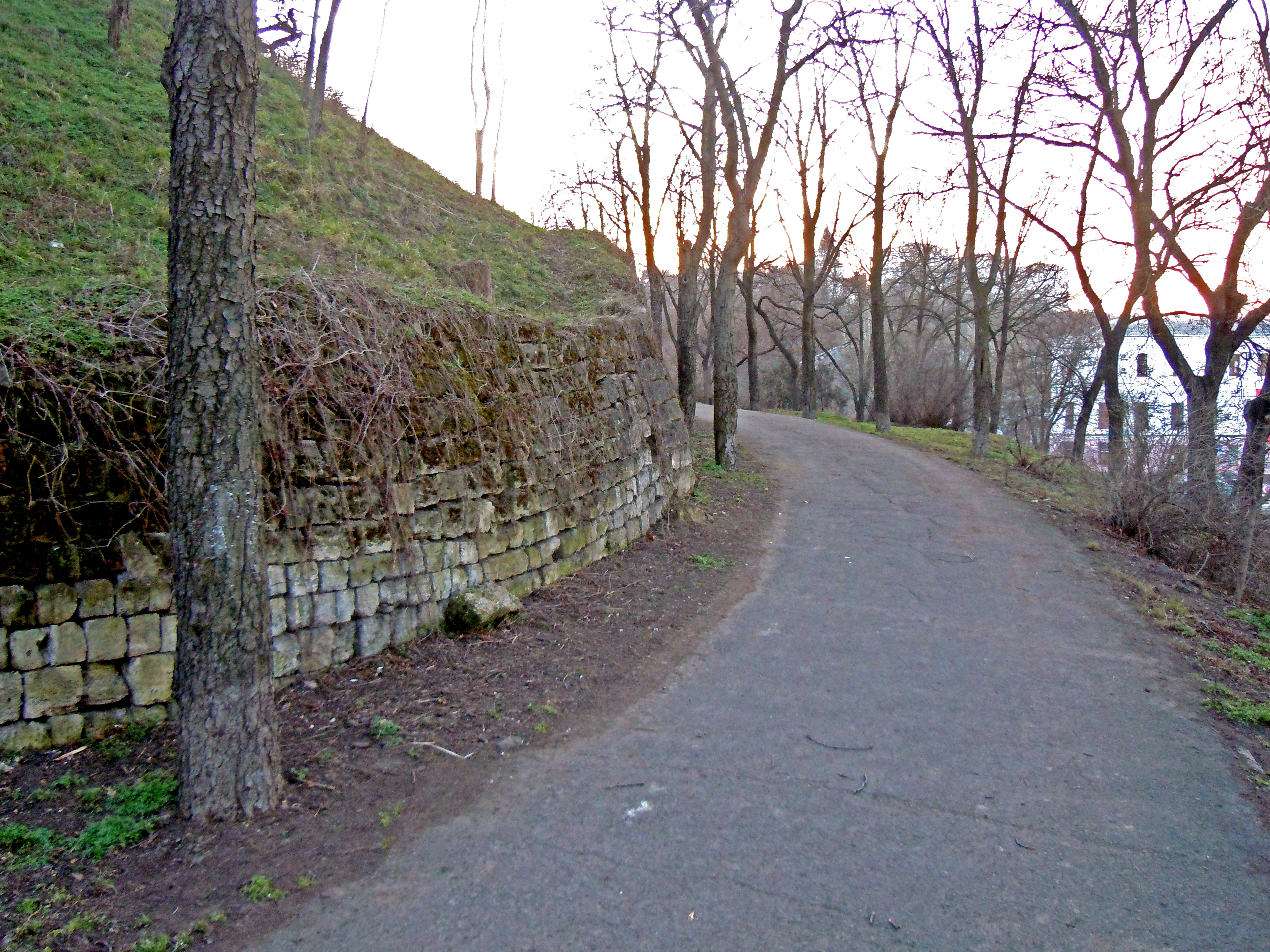
Алеї парку до реконструкції
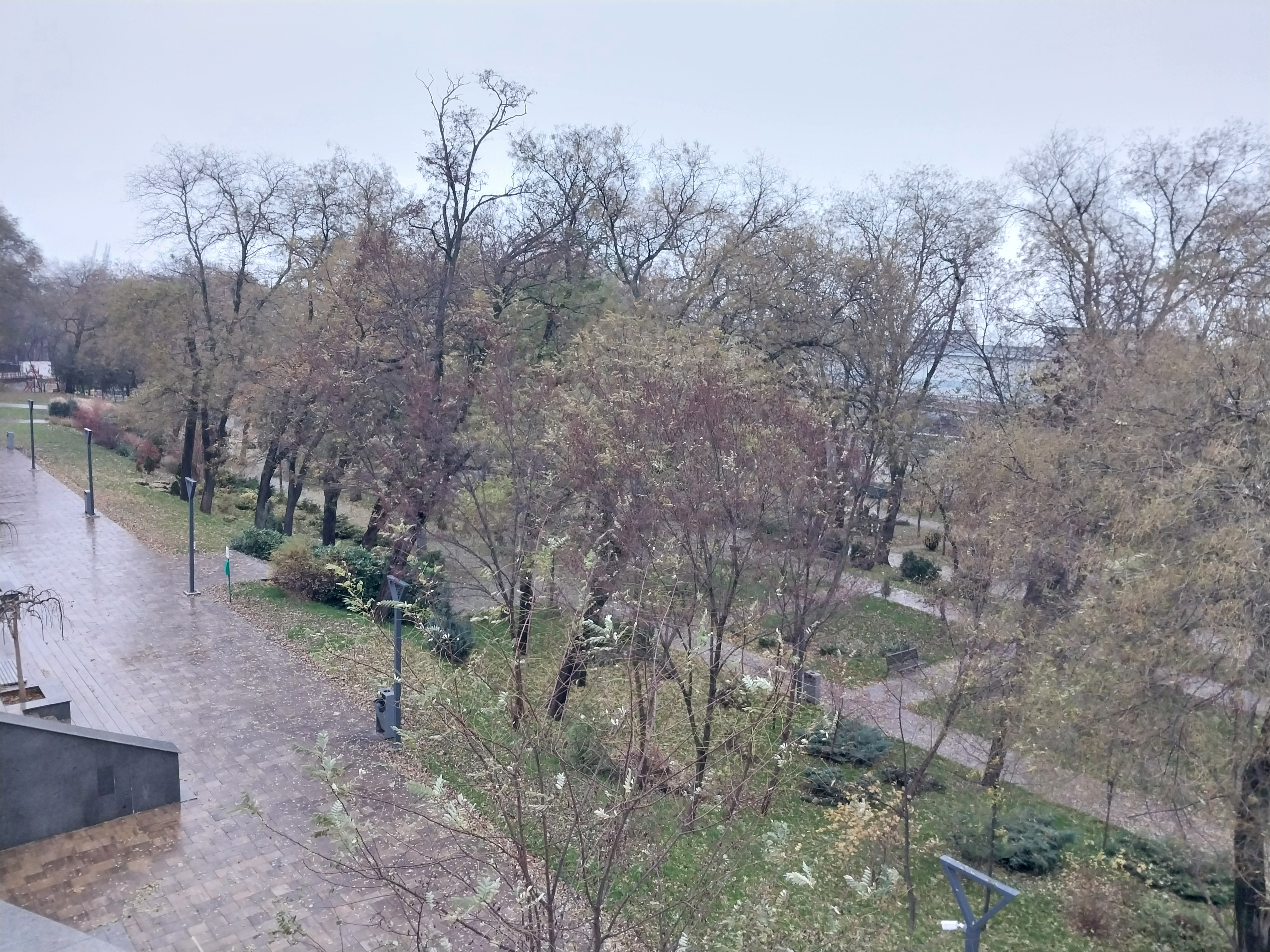
Вид парку з Приморського бульвару
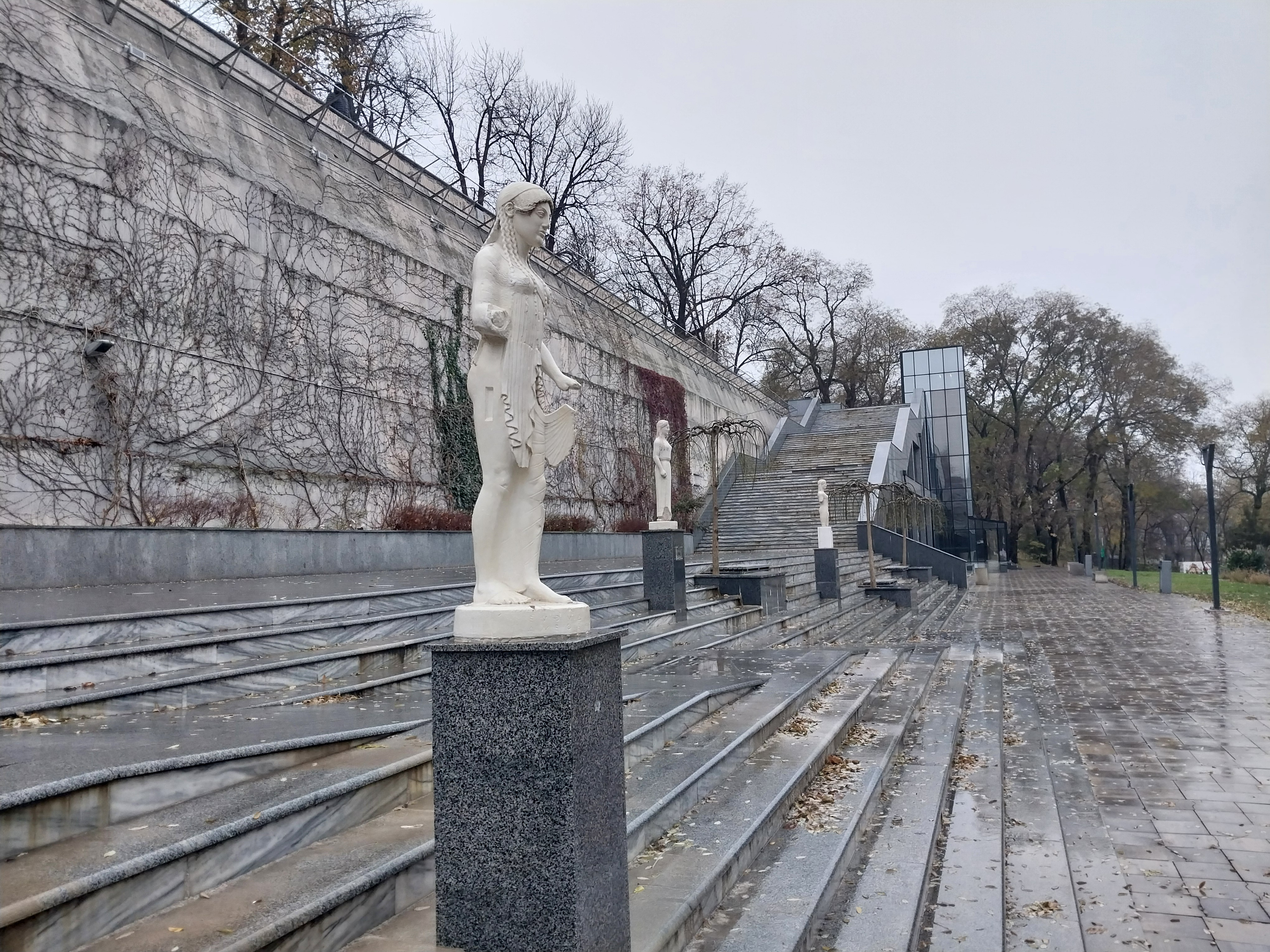
Сходи до парку
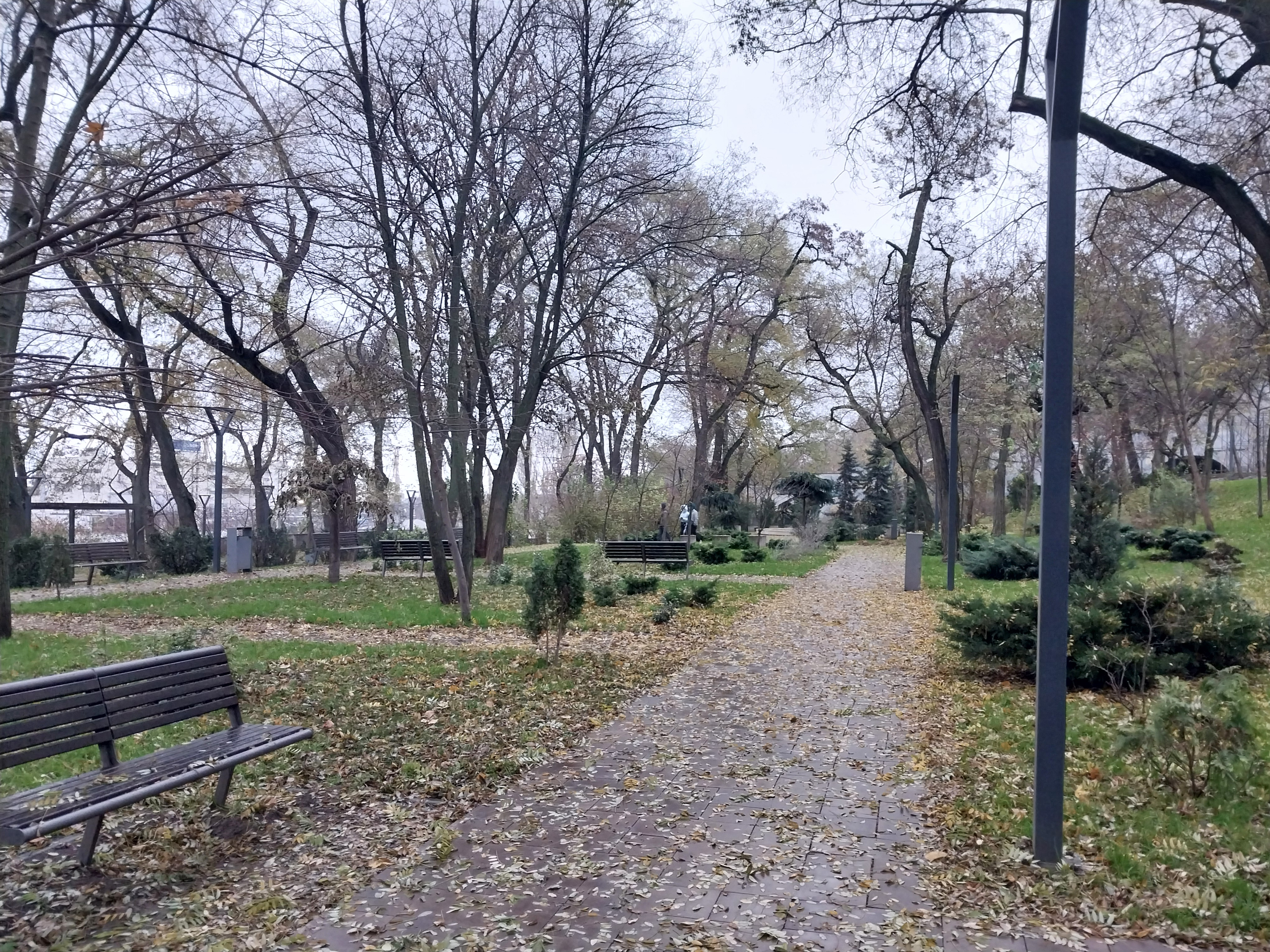
Алеї парку
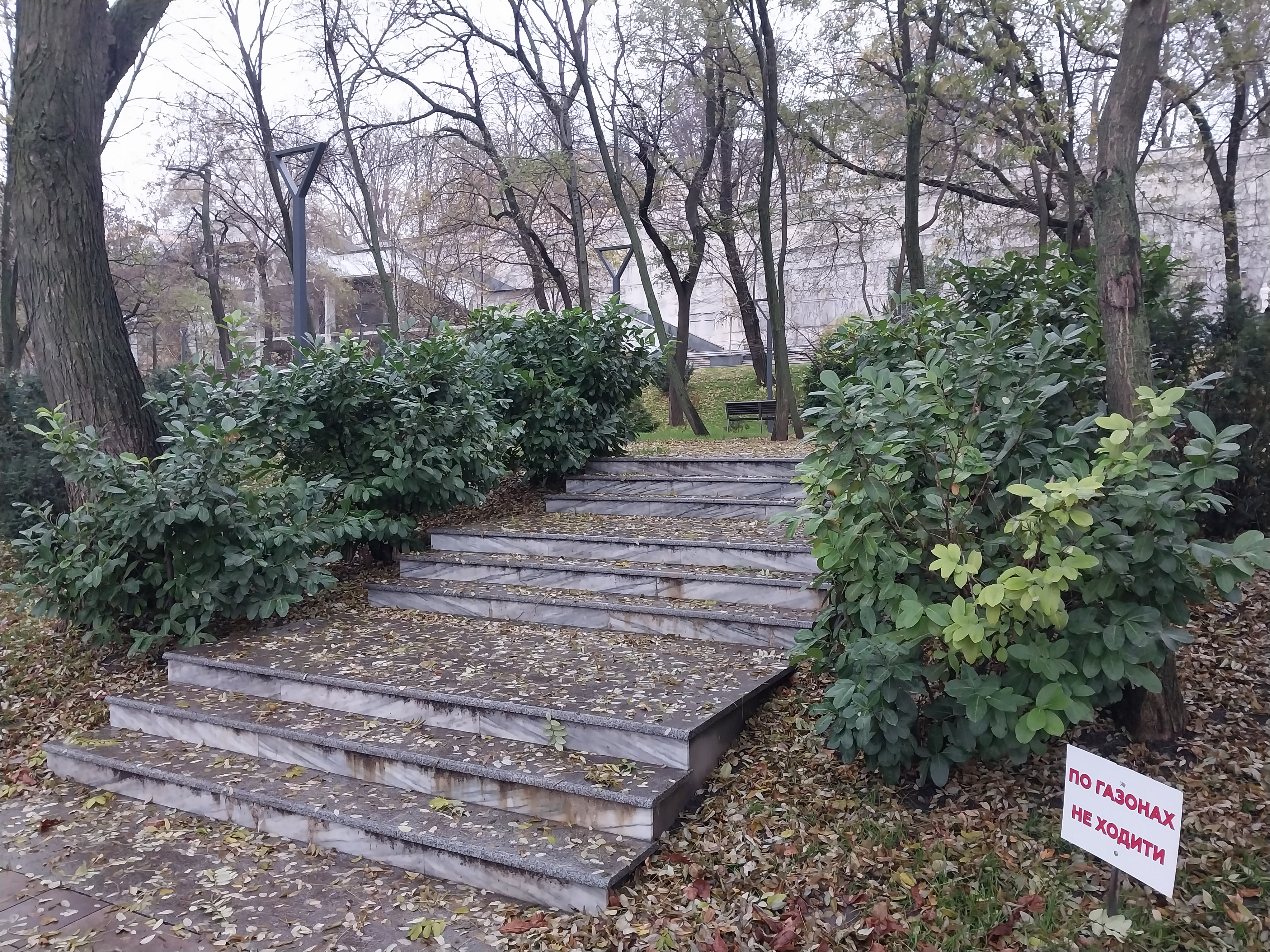
Алеї парку